# Lista över UFC-mästare

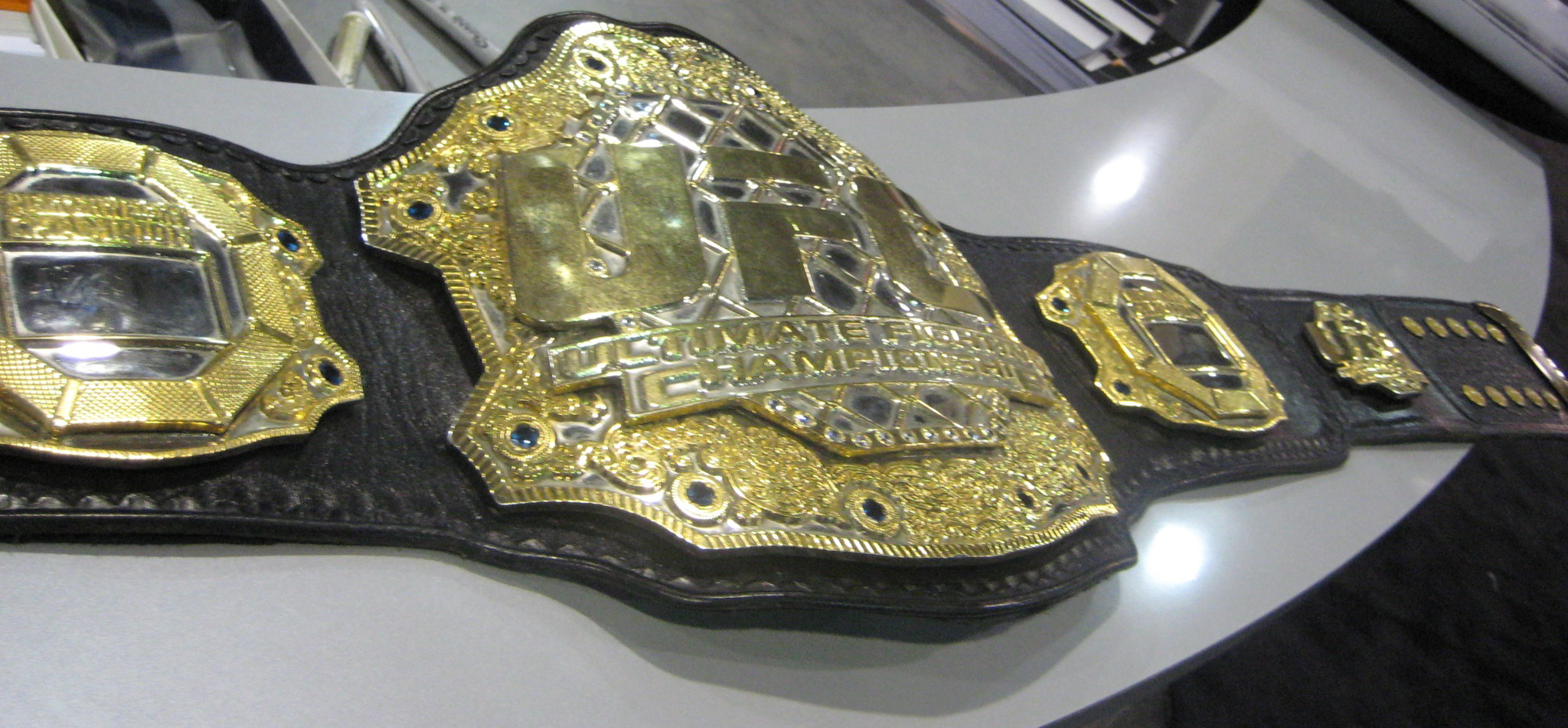
UFC:s mästarbälte i tungvikt.

Detta är en lista över samtliga mästare i MMA-organisationen UFC:s respektive viktklasser.
När UFC grundades 1993 var mixed martial arts som sport inte sanktionerad i USA. Det fanns inga viktklasser utan man anordnade istället turneringar där vinnaren fick en permanent mästartitel. Kritik från senator John McCain gjorde senare att UFC förlorade sina tv-avtal och blev förbjudet i 36 stater. Som svar på detta ökade organisationen sitt samarbete med idrottskommissionerna och 1997 införde man viktklasser.
Från början fanns det bara två viktklasser: tungvikt, som innefattade alla som vägde över 91 kg, och lättvikt där de under 91 kg tävlade. Senare döpte man om lättviktsklassen till mellanvikt och införde en ny gräns för lättvikt (77 kg) samt den helt nya klassen bantamvikt (70 kg). År 2000 tog New Jersey State Athletic Control Board full kontroll över regleringen i New Jersey och deras regler blev standard inom MMA. UFC gjorde på nytt om sina viktklasser 2001 för att anpassa sig till de nya bestämmelserna. UFC har sedan flera gånger infört nya viktklasser. I dagsläget finns 8 viktklasser för män och 3 för kvinnor.

## Nuvarande mästare
| Lista över aktuella UFC-mästare ( ) | Lista över aktuella UFC-mästare ( ) | Lista över aktuella UFC-mästare ( ) | Lista över aktuella UFC-mästare ( ) | Lista över aktuella UFC-mästare ( ) | Lista över aktuella UFC-mästare ( ) |
| Herrar (åtta viktklasser)           | Herrar (åtta viktklasser)           | Herrar (åtta viktklasser)           | Herrar (åtta viktklasser)           | Herrar (åtta viktklasser)           | Herrar (åtta viktklasser)           |
| Viktklass (maxvikt)                 | Viktklass (maxvikt)                 | Mästare                             | Sedan                               | Sedan                               | Titelförsvar                        |
| ----------------------------------- | ----------------------------------- | ----------------------------------- | ----------------------------------- | ----------------------------------- | ----------------------------------- |
| Flugvikt                            | (57 kg)                             | Alexandre Pantoja (BRA)             | 8 juli 2023                         | 1 år och 361 dagar                  | 4                                   |
| Bantamvikt                          | (61 kg)                             | Merab Dvalisjvili (GEO)             | 14 september 2024                   | 0 år och 293 dagar                  | 2                                   |
| Fjädervikt                          | (66 kg)                             | Alexander Volkanovski (AUS)         | 12 april 2025                       | 0 år och 83 dagar                   | 0                                   |
| Lättvikt                            | (70 kg)                             | Ilia Topuria (GEO)                  | 28 juni 2025                        | 0 år och 6 dagar                    | 0                                   |
| Weltervikt                          | (77 kg)                             | Jack Della Maddalena (AUS)          | 10 maj 2025                         | 0 år och 55 dagar                   | 0                                   |
| Mellanvikt                          | (84 kg)                             | Dricus du Plessis (RSA)             | 20 januari 2024                     | 1 år och 165 dagar                  | 2                                   |
| Lätt tungvikt                       | (93 kg)                             | Magomed Ankalaev (RUS)              | 8 mars 2025                         | 0 år och 118 dagar                  | 0                                   |
| Tungvikt                            | (120 kg)                            | Tom Aspinall (ENG)                  | 21 juni 2025                        | 0 år och 13 dagar                   | 0                                   |
| Damer (tre viktklasser)             |                                     |                                     |                                     |                                     |                                     |
| Viktklass (maxvikt)                 | Viktklass (maxvikt)                 | Mästare                             | Sedan                               | Sedan                               | Titelförsvar                        |
| Stråvikt                            | (52 kg)                             | Weili Zhang (CHN)                   | 12 november 2022                    | 2 år och 234 dagar                  | 3                                   |
| Flugvikt                            | (57 kg)                             | Valentina Sjevtjenko (KGZ)          | 14 september 2024                   | 0 år och 293 dagar                  | 1                                   |
| Bantamvikt                          | (61 kg)                             | Kayla Harrison (USA)                | 7 juni 2025                         | 0 år och 27 dagar                   | 0                                   |

## Historik per viktklass

### Tungvikt
93 till 120 kg (206 till 265 lbs)
| Nr | Namn                                                                   | Datum                                                   | Plats                          | Titelförsvar |
| --- | ---------------------------------------------------------------------- | ------------------------------------------------------- | ------------------------------ | --- |
| 1 | Mark Coleman (besegrade Dan Severn)                                    | 7 februari 1997 (UFC 12)                                | Dothan, Alabama, USA           | |
| 2 | Maurice Smith                                                          | 27 juli 1997 (UFC 14)                                   | Birmingham, Alabama, USA       | - besegrade David Abbott den 17 oktober 1997 i Bay St. Louis, Mississippi, USA (UFC 15) |
| 3 | Randy Couture                                                          | 21 december 1997 (UFC Japan)                            | Yokohama, Japan                | |
| Couture fråntogs titeln i januari 1998 och lämnade UFC på grund av kontraktsbråk.                                           |                                                                        |                                                         |                                | |
| 4 | Bas Rutten (besegrade Kevin Randleman)                                 | 7 maj 1999 (UFC 20)                                     | Birmingham, Alabama, USA       | |
| När Rutten tvingades sluta tävla i juni 1999 på grund av skador lämnades positionen som mästare i klassen vakant.           |                                                                        |                                                         |                                | |
| 5 | Kevin Randleman (besegrade Pete Williams)                              | 19 november 1999 (UFC 23)                               | Tokyo, Japan                   | - besegrade Pedro Rizzo den 9 juni, 2000 i Cedar Rapids, Iowa, USA (UFC 26) |
| 6 | Randy Couture (2)                                                      | 17 november 2000 (UFC 28)                               | Tokyo, Japan                   | - besegrade Pedro Rizzo den 4 maj 2001 i Atlantic City, New Jersey, USA (UFC 31) - besegrade Pedro Rizzo den 2 november 2001 in Las Vegas, Nevada, USA (UFC 34)                                                                                        |
| 7 | Josh Barnett                                                           | 22 mars 2002 (UFC 36)                                   | Las Vegas, Nevada, USA         | |
| Barnett fråntogs titeln den 26 juli 2002 efter att ha testats positivt för anabola steroider i en dopningskontroll.         |                                                                        |                                                         |                                | |
| 8 | Ricco Rodriguez (besegrade Randy Couture)                              | 27 september 2002 (UFC 39)                              | Uncasville, Connecticut, USA   | |
| 9 | Tim Sylvia                                                             | 28 februari 2003 (UFC 41)                               | Atlantic City, New Jersey, USA | - besegrade Gan McGee den 26 september 2003 i Las Vegas, Nevada, USA (UFC 44) |
| Sylvia fråntogs titeln i september 2003 efter att ha testats positivt för anabola steroider i en dopningskontroll.          |                                                                        |                                                         |                                | |
| 10 | Frank Mir (besegrade Tim Sylvia)                                       | 19 juni 2004 (UFC 48)                                   | Las Vegas, Nevada, USA         | |
| | Andrei Arlovski (besegrade Tim Sylvia för interim-titeln)              | 5 februari 2005 (UFC 51)                                | Las Vegas, Nevada, USA         | - besegrade Justin Eilers den 4 juni 2005 i Atlantic City, New Jersey, USA (UFC 53) |
| Mir fråntogs titeln i augusti 2005 då han inte kunde försvara den på grund av skador han ådragit sig i en motorcykelkrasch. |                                                                        |                                                         |                                | |
| 11 | Andrei Arlovski (befordrad till obestridd mästare)                     | 12 augusti 2005                                         |                                | - besegrade Paul Buentello den 7 oktober 2005 i Uncasville, Connecticut, USA (UFC 55) |
| 12 | Tim Sylvia (2)                                                         | 15 april 2006 (UFC 59)                                  | Anaheim, Kalifornien, USA      | - besegrade Andrei Arlovski den 8 juli 2006 i Las Vegas, Nevada, USA (UFC 61) - besegrade Jeff Monson den 18 november 2006 i Sacramento, California, USA (UFC 65)                                                                                      |
| 13 | Randy Couture (3)                                                      | 3 mars 2007 (UFC 68)                                    | Columbus, Ohio, USA            | - besegrade Gabriel Gonzaga den 25 augusti 2007 i Las Vegas, Nevada, USA (UFC 74) |
| | Antônio Rodrigo Nogueira (besegrade Tim Sylvia för interim-titeln)     | 2 februari 2008 (UFC 81)                                | Las Vegas, Nevada, USA         | |
| 14 | Brock Lesnar (besegrade Randy Couture)                                 | 15 november 2008 (UFC 91)                               | Las Vegas, Nevada, USA         | |
| | Frank Mir (besegrade Antônio Rodrigo Nogueira för interim-titeln)      | 27 december 2008 (UFC 92)                               | Las Vegas, Nevada, USA         | |
| 14 | Brock Lesnar (besegrade Frank Mir för titeln som obestridd mästare)    | 11 juli 2009 (UFC 100)                                  | Las Vegas, Nevada, USA         | |
| | Shane Carwin (besegrade Frank Mir för interim-titeln)                  | 27 mars 2010 (UFC 111)                                  | Newark, New Jersey, USA        | |
| 14 | Brock Lesnar (besegrade Shane Carwin för titeln som obestridd mästare) | 3 juli 2010 (UFC 116)                                   | Las Vegas, Nevada, USA         | |
| 15 | Cain Velasquez                                                         | 23 oktober 2010 (UFC 121)                               | Anaheim, Kalifornien, USA      | |
| 16 | Junior dos Santos                                                      | 12 november 2011 (UFC on Fox: Velasquez vs. dos Santos) | Anaheim, Kalifornien, USA      | - besegrade Frank Mir den 26 maj 2012 i Las Vegas, Nevada, USA (UFC 146) |
| 17 | Cain Velasquez (2)                                                     | 29 december 2012 (UFC 155)                              | Las Vegas, Nevada, USA         | - besegrade António Silva den 25 maj 2013 i Las Vegas, Nevada, USA (UFC 160) - besegrade Junior dos Santos den 19 oktober 2013 i Las Vegas, Nevada, USA (UFC 166)                                                                                      |
| | Fabricio Werdum (besegrade Mark Hunt för interim-titeln)               | 15 november 2014 (UFC 180)                              | Mexico City, Mexiko            | |
| 18 | Fabricio Werdum                                                        | 13 juni 2015 (UFC 188)                                  | Mexico City, Mexiko            | |
| 19 | Stipe Miocic                                                           | 14 maj 2016 (UFC 198)                                   | Curitiba, Brasilien            | - besegrade Alistair Overeem den 10 september 2016 i Clevland, Ohio, USA (UFC 203) - besegrade Junior dos Santos den 13 maj 2017 i Dallas, Texas, USA (UFC 211) - besegrade Francis Ngannou den 20 Januari 2018 i Boston, Massachusetts, USA (UFC 220) |
| 20 | Daniel Cormier                                                         | 7 juli 2018 (UFC 226)                                   | Las Vegas, Nevada, USA         | - besegrade Derrick Lewis den 3 november 2018 i New York, USA (UFC 230) |
| 21 | Stipe Miocic (2)                                                       | 17 augusti 2019 (UFC 241)                               | Anaheim, USA                   | - besegrade Daniel Cormier den 15 augusti 2020 i Enterprise, USA (UFC 252) |
| 22 | Francis Ngannou                                                        | 27 mars 2021 (UFC 260)                                  | Las Vegas, USA                 | - besegrade interimmästaren Ciryl Gane den 22 januari 2022 i Anaheim, USA (UFC 270) |
| — | Ciryl Gane (besegrade Derrick Lewis för interim-titeln)                | 7 augusti 2021 (UFC 265)                                | Houston, USA                   | |
| Ngannou fråntogs titeln den 14 januari 2023 när han lämnade UFC på grund av en kontraktstvist.                              |                                                                        |                                                         |                                | |
| 23 | Jon Jones (besegrade Ciryl Gane)                                       | 4 mars 2023 (UFC 285)                                   | Las Vegas, USA                 | - besegrade Stipe Miocic den 16 november 2024 i New York, USA (UFC 309) |
| — | Tom Aspinall (besegrade Sergej Pavlovitj för interim-titeln)           | 11 november 2023 (UFC 295)                              | New York, USA                  | - besegrade Curtis Blaydes den 27 juli 2024 i Manchester, England (UFC 304) |
| Jones avslutade sin karriär den 21 juni 2025.                                                                               |                                                                        |                                                         |                                | |
| 24 | Tom Aspinall (befordrad till obestridd mästare)                        | 21 juni 2025                                            |                                | |

### Lätt tungvikt
84 till 93 kg (186 till 205 lbs)
Fram till UFC 31 (4 maj 2001) hette viktklassen mellanvikt.
Quinton Jackson besegrade Dan Henderson på UFC 75 (8 september 2007) i en match som skulle förena UFC:s lätta tungviktsklass med Prides mellanviktsklass
| Nr | Namn                                                                  | Datum                        | Plats                       | Titelförsvar |
| --- | --------------------------------------------------------------------- | ---------------------------- | --------------------------- | --- |
| 1 | Frank Shamrock (besegrade Kevin Jackson)                              | 21 december 1997 (UFC Japan) | Yokohama, Japan             | - besegrade Igor Zinoviev den 13 mars 1998 i New Orleans, Louisiana, USA (UFC 16) - besegrade Jeremy Horn den 15 maj 1998 i Mobile, Alabama, USA (UFC 17) - besegrade John Lober den 16 oktober 1998 i São Paulo, Brasilien (UFC Brazil) - besegrade Tito Ortiz den 24 september 1999 i Lake Charles, Louisiana, USA (UFC 22) |
| Positionen som mästare i klassen blev vakant när Shamrock drog sig tillbaka i november 1999                                                                         |                                                                       |                              |                             | |
| 2 | Tito Ortiz (besegrade Wanderlei Silva)                                | 14 april 2000 (UFC 25)       | Tokyo, Japan                | - besegrade Yuki Kondo den 16 december 2000 i Tokyo, Japan (UFC 29) - besegrade Evan Tanner den 23 februari 2001 i Atlantic City, New Jersey, USA (UFC 30) - besegrade Elvis Sinosic den 29 juni 2001 i East Rutherford, New Jersey, USA (UFC 32) - besegrade Vladimir Matyushenko den 28 september 2001 i Las Vegas, Nevada, USA (UFC 33) - besegrade Ken Shamrock den 22 november 2002 i Las Vegas, Nevada, USA (UFC 40) |
| | Randy Couture (besegrade Chuck Liddell för interim-titeln)            | 6 juni 2003 (UFC 43)         | Las Vegas, Nevada, USA      | |
| 3 | Randy Couture (besegrade Tito Ortiz för titeln som obestridd mästare) | 26 september 2003 (UFC 44)   | Las Vegas, Nevada, USA      | |
| 4 | Vitor Belfort                                                         | 31 januari 2004 (UFC 46)     | Las Vegas, Nevada, USA      | |
| 5 | Randy Couture (2)                                                     | 21 augusti 2004 (UFC 49)     | Las Vegas, Nevada, USA      | |
| 6 | Chuck Liddell                                                         | 16 april 2005 (UFC 52)       | Las Vegas, Nevada, USA      | - besegrade Jeremy Horn den 20 augusti 2005 i Las Vegas, Nevada, USA (UFC 54) - besegrade Randy Couture den 4 februari 2006 i Las Vegas, Nevada, USA (UFC 57) - besegrade Renato Sobral den 26 augusti 2006 i Las Vegas, Nevada, USA (UFC 62) - besegrade Tito Ortiz den 30 december 2006 i Las Vegas, Nevada, USA (UFC 66) |
| 7 | Quinton Jackson                                                       | 26 maj 2007 (UFC 71)         | Las Vegas, Nevada, USA      | - besegrade Dan Henderson den 8 september 2007 i London, Storbritannien (UFC 75) |
| 8 | Forrest Griffin                                                       | 5 juli 2008 (UFC 86)         | Las Vegas, Nevada, USA      | |
| 9 | Rashad Evans                                                          | 27 december 2008 (UFC 92)    | Las Vegas, Nevada, USA      | |
| 10 | Lyoto Machida                                                         | 23 maj 2009 (UFC 98)         | Las Vegas, Nevada, USA      | - besegrade Mauricio Rua den 24 oktober 2009 i Los Angeles, Kalifornien (UFC 104) |
| 11 | Mauricio Rua                                                          | 8 maj 2010 (UFC 113)         | Montréal, Québec, Kanada    | |
| 12 | Jon Jones                                                             | 19 mars 2011 (UFC 128)       | Newark, New Jersey, USA     | - besegrade Quinton Jackson den 24 september 2011 i Colorado, Denver (UFC 135) - besegrade Lyoto Machida den 10 december 2011 i Toronto, Kanada (UFC 140) - besegrade Rashad Evans den 21 april 2012 i Atlanta, Georgia, USA (UFC 145) - besegrade Vitor Belfort den 22 september 2012 i Toronto, Kanada (UFC 152) - besegrade Chael Sonnen den 27 april 2013 i Newark, New Jersey, USA (UFC 159) - besegrade Alexander Gustafsson den 21 september 2013 i Toronto, Kanada (UFC 165) - besegrade Glover Teixeira den 26 april 2014 i Baltimore, Maryland, USA (UFC 172) - besegrade Daniel Cormier den 3 Januari 2015 i Las Vegas, Nevada, USA (UFC 182) |
| Jones fråntogs titeln i april 2015 efter att ha varit inblandad i en smitningsolycka.                                                                               |                                                                       |                              |                             | |
| 13 | Daniel Cormier besegrade Anthony Johnson                              | 23 maj 2015 (UFC 187)        | Las Vegas, Nevada, USA      | - besegrade Alexander Gustafsson vid UFC 192 3 oktober 2015 - besegrade Anthony Johnson vid UFC 210 8 april 2017 - besegrade Volkan Özdemir vid UFC 220 20 januari 2018 |
| - | Jon Jones besegrade Ovince Saint Preux för interimtiteln              | 23 april 2016 (UFC 197)      | Las Vegas, Nevada, USA      | |
| Jones fråntogs interimtiteln 9 november 2016 när han blev suspenderad 1 år på grund av ett positivt dopingtest lämnat före matchen.                                 |                                                                       |                              |                             | |
| Jones vann titeln vid UFC 214 29 juli 2017 men fråntogs titeln igen 13 september 2017 när vinsten ändrades till en NC på grund av positivt dopingtest före matchen. |                                                                       |                              |                             | |
| Cormier frånsade sig titeln 28 december 2018, 174 dagar efter att han vunnit tungviktstiteln.                                                                       |                                                                       |                              |                             | |
| 14 | Jon Jones (2) besegrade Alexander Gustafsson                          | 29 december 2018 (UFC 232)   | Inglewood, Kalifornien, USA | - besegrade Anthony Smith vid UFC 235 2 mars 2019 - besegrade Thiago Santos vid UFC 239 6 juli 2019 - besegrade Dominick Reyes vid UFC 247 8 februari 2020 |
| Jones frånsade sig titeln 17 augusti 2020. |                                                                       |                              |                             | |

### Mellanvikt
77 till 84 kg (171 till 185 lbs)
Anderson Silva besegrade Dan Henderson på UFC 82 (1 mars 2008) i en match som skulle förena UFC:s mellanviktsklass med Prides welverviktsklass.
| Nr | Namn                                                        | Datum                      | Plats                          | Titelförsvar |
| --- | ----------------------------------------------------------- | -------------------------- | ------------------------------ | --- |
| 1 | Dave Menne (besegrade Gil Castillo)                         | 28 september 2001 (UFC 33) | Las Vegas, Nevada, USA         | |
| 2 | Murilo Bustamante                                           | 11 januari 2002 (UFC 35)   | Las Vegas, Nevada, USA         | - besegrade Matt Lindland den 10 maj 2002 Bossier City, Louisiana, USA (UFC 37) |
| Bustamante fråntogs titeln den 5 oktober 2002 när han skrev kontrakt med konkurrerande mma-organisationen Pride. |                                                             |                            |                                | |
| 3 | Evan Tanner (besegrade David Terrell)                       | 5 februari 2005 (UFC 51)   | Las Vegas, Nevada, USA         | |
| 4 | Rich Franklin                                               | 4 juni 2005 (UFC 53)       | Atlantic City, New Jersey, USA | - besegrade Nathan Quarry den 19 november 2005 i Las Vegas, Nevada, USA (UFC 56) - besegrade David Loiseau den 4 mars 2006 i Las Vegas, Nevada, USA (UFC 58) |
| 5 | Anderson Silva                                              | 14 oktober 2006 (UFC 64)   | Las Vegas, Nevada, USA         | - besegrade Nate Marquardt 7 juli 2007 i Sacramento, California, USA (UFC 73) - besegrade Rich Franklin den 20 oktober 2007 i Cincinnati, Ohio, USA (UFC 77) - besegrade Dan Henderson den 1 mars 2008 i Columbus, Ohio, USA (UFC 82) - besegrade Patrick Côté den 25 oktober 2008 i Rosemont, Illinois, USA (UFC 90) - besegrade Thales Leites den 18 April 2009 i Montreal, Kanada, (UFC 97) - besegrade Demian Maia den 10 April 2010 i Abu Dhabi, Förenade Arabemiraten, (UFC 112) - besegrade Chael Sonnen den 7 augusti 2010 i Oakland, USA, (UFC 117) - besegrade Vitor Belfort den 5 februari 2011 i Las Vegas, USA, (UFC 126) - besegrade Yushin Okami den 27 augusti 2011 i Rio de Janeiro, Brasilien (UFC 134) - besegrade Chael Sonnen den 7 juli 2012 i Las Vegas, USA (UFC 148) |
| 6 | Chris Weidman                                               | 6 juli 2013 (UFC 162)      | Las Vegas, Nevada, USA         | - besegrade Anderson Silva den 28 december 2013 i Las Vegas, Nevada, USA (UFC 168) - besegrade Lyoto Machida den 5 juli 2014 i Las Vegas, Nevada, USA (UFC 175) - besegrade Vitor Belfort den 23 maj 2015 i Las Vegas, Nevada, USA (UFC 187) |
| 7 | Luke Rockhold                                               | 12 december 2015 (UFC 194) | Las Vegas, Nevada, USA         | |
| 8 | Michael Bisping                                             | 4 juni 2016 (UFC 199)      | Inglewood, Kalifornien, USA    | - besegrade Dan Henderson den 8 oktober 2016 i Manchester, Storbritannien (UFC 204) |
| 9 | Georges St. Pierre                                          | 4 november 2017 (UFC 217)  | New York City, NY, USA         | |
| St. Pierre frånsade sig titeln 7 december 2017 på grund av ulcerös kolit                                         |                                                             |                            |                                | |
| 10 | Robert Whittaker Utropad till ny mästare                    | 7 december 2017 –          | –                              | |
| - | Israel Adesanya Besegrade Kelvin Gastelum för interimtiteln | 13 april 2019 (UFC 236)    | Atlanta, GA, USA               | |

### Weltervikt
156 to 170 lbs (70 to 77 kg)
Före UFC 31 (4 maj 2001) hette viktklassen lättvikt.
| Nr                                                                                              | Namn                                                                           | Datum                        | Plats                          | Titelförsvar |
| ----------------------------------------------------------------------------------------------- | ------------------------------------------------------------------------------ | ---------------------------- | ------------------------------ | --- |
| 1                                                                                               | Pat Miletich (besegrade Mikey Burnett)                                         | 16 oktober 1998 (UFC Brazil) | São Paulo, Brasilien           | - besegrade Jorge Patino den 8 januari 1999 i New Orleans, Louisiana, USA (UFC 18) - besegrade Andre Pederneiras den 16 juli 1999 i Cedar Rapids, Iowa, USA (UFC 21) - besegrade John Alessio den 9 juni 2000 i Cedar Rapids, Iowa, USA (UFC 26) - besegrade Kenichi Yamamoto den 16 december 2000 i Tokyo, Japan (UFC 29) |
| 2                                                                                               | Carlos Newton                                                                  | 4 maj 2001 (UFC 31)          | Atlantic City, New Jersey, USA | |
| 3                                                                                               | Matt Hughes                                                                    | 2 november 2001 (UFC 34)     | Las Vegas, Nevada, USA         | - besegrade Hayato Sakurai den 22 mars 2002 i Las Vegas, Nevada, USA (UFC 36) - besegrade Carlos Newton den 13 juli 2002 i London, Storbritannien (UFC 38) - besegrade Gil Castillo den 22 november 2002 i Las Vegas, Nevada, USA (UFC 40) - besegrade Sean Sherk den 25 april 2003 i Miami, Florida, USA (UFC 42) - besegrade Frank Trigg den 21 november 2003 i Uncasville, Connecticut, USA (UFC 45) |
| 4                                                                                               | B.J. Penn                                                                      | 31 januari 2004 (UFC 46)     | Las Vegas, Nevada, USA         | |
| Penn fråntogs titeln den 17 maj 2004 när han skrev kontrakt med organisationen K-1.             |                                                                                |                              |                                | |
| 5                                                                                               | Matt Hughes (2) (besegrade Georges St. Pierre)                                 | 22 oktober 2004 (UFC 50)     | Atlantic City, New Jersey, USA | - besegrade Frank Trigg den 16 april 2005 i Las Vegas, Nevada, USA (UFC 52) - besegrade B.J. Penn den 23 september 2006 i Anaheim, California, USA (UFC 63) |
| 6                                                                                               | Georges St. Pierre                                                             | 18 november 2006 (UFC 65)    | Sacramento, Kalifornien, USA   | |
| 7                                                                                               | Matt Serra                                                                     | 7 april 2007 (UFC 69)        | Houston, Texas, USA            | |
|                                                                                                 | Georges St. Pierre (besegrade Matt Hughes för interim-titeln)                  | 29 december 2007 (UFC 79)    | Las Vegas, Nevada, USA         | |
| 8                                                                                               | Georges St. Pierre (2) (besegrade Matt Serra för titeln som obestridd mästare) | 19 april 2008 (UFC 83)       | Montréal, Québec, Kanada       | - besegrade Jon Fitch den 9 augusti 2008 i Minneapolis, Minnesota, USA (UFC 87) - besegrade B.J. Penn den 31 januari 2009 i Las Vegas, Nevada, USA (UFC 94) - besegrade Thiago Alves den 11 juli 2009 i Las Vegas, Nevada, USA (UFC 100) - besegrade Dan Hardy den 27 mars 2010 i Newark New Jersey, USA (UFC 111) - besegrade Josh Koscheck den 11 december 2010 i Montreal, Kanada (UFC 124) - besegrade Jake Shields den 30 april 2011 i Toronto, Kanada (UFC 129) - besegrade interimmästaren Carlos Condit 17 november 2012 i Montreal, Kanada(UFC 154) - besegrade Nick Diaz 16 mars 2013 i Montreal, Kanada (UFC158) - besegrade Johny Hendricks 16 november 2013 i Las Vegas, Nevada, USA (UFC 167) |
| -                                                                                               | Carlos Condit (besegrade Nick Diaz för interim-titeln)                         | 4 februari 2012 (UFC 143)    | Las Vegas, Nevada, USA         | |
| St.Pierre frånsade sig titeln 13 december 2013 när han bestämde sig för att ta en paus från MMA |                                                                                |                              |                                | |
| 9                                                                                               | Johny Hendricks (besegrade Robbie Lawler)                                      | 15 mars 2014 (UFC 171)       | Dallas, Texas, USA             | |
| 10                                                                                              | Robbie Lawler                                                                  | 6 december 2014 (UFC 181)    | Las Vegas, Nevada, USA         | - besegrade Rory MacDonald 11 juli 2015 i Las Vegas, Nevada, USA (UFC 189) - besegrade Carlos Condit 2 januari 2016 i Las Vegas, Nevada, USA (UFC 195) |
| 11                                                                                              | Tyron Woodley                                                                  | 30 juli 2016 (UFC 201)       | Atlanta, Georgia, USA          | - gick oavgjort mot Stephen Thompson 12 november 2016 i New York City, New York, USA (UFC 205) - besegrade Stephen Thompson 4 mars 2017 i Las Vegas, Nevada, USA (UFC 209) - besegrade Demian Maia 29 juli 2017 i Anaheim, Kalifornien, USA (UFC 214) - besegrade Darren Till 8 september 2018 i Dallas, Texas, USA (UFC 228) |
| -                                                                                               | Colby Covington (besegrade Rafael dos Anjos för interimtiteln)                 | 9 juni 2018 (UFC 225)        | Chicago, Illinois, USA         | |
| Covington frånogs interimtiteln 8 september 2018.                                               |                                                                                |                              |                                | |
| 12                                                                                              | Kamaru Usman (besegrade Rafael dos Anjos för interimtiteln)                    | 2 mars 2019 (UFC 235)        | Las Vegas, Nevada, USA         | |

### Lättvikt
66 till 70 kg (146 till 155 lbs)
Före UFC 31 (4 maj 2001) hette viktklassen bantamvikt.
| Nr | Namn                                                             | Datum                            | Plats                            | Titelförsvar |
| --- | ---------------------------------------------------------------- | -------------------------------- | -------------------------------- | --- |
| 1 | Jens Pulver (besegrade Caol Uno)                                 | 23 februari 2001 (UFC 30)        | Atlantic City, New Jersey, USA   | - besegrade Dennis Hallman den 28 september 2001 i Las Vegas, Nevada, USA (UFC 33) - besegrade B.J. Penn den 11 januari 2002 i Uncasville, Connecticut, USA (UFC 35)                                                                                           |
| Pulver fråntogs titeln och lämnade UFC i mars 2002 på grund av kontraktsbråk.                                                                                          |                                                                  |                                  |                                  | |
| Finalen av en turnering mellan fyra personer på UFC 41 (28 februari 2003) som skulle fylla den vakanta titelpositionen slutade oavgjort mellan B.J. Penn och Caol Uno. |                                                                  |                                  |                                  | |
| 2 | Sean Sherk (besegrade Kenny Florian)                             | 14 oktober 2006 (UFC 64)         | Las Vegas, Nevada, USA           | - besegrade Hermes Franca den 7 juli 2007 i Sacramento, California, USA (UFC 73) |
| Sherk fråntogs titeln den 8 december 2007 efter att ha testats positivt för anabola steroider i en dopningskontroll.                                                   |                                                                  |                                  |                                  | |
| 3 | B. J. Penn (besegrade Joe Stevenson)                             | 19 januari 2008 (UFC 80)         | Newcastle, Storbritannien        | - besegrade Sean Sherk den 24 maj 2008 i Las Vegas, Nevada, USA (UFC 84) - besegrade Kenny Florian den 8 augusti 2009 i Philadelphia, Pennsylvania, USA (UFC 101) - besegrade Diego Sanchez den 12 december 2009 i Memphis, Tennessee, USA (UFC 107)           |
| 4 | Frankie Edgar                                                    | 10 april 2010 (UFC 112)          | Abu Dhabi, Förenade Arabemiraten | - besegrade B.J. Penn den 28 augusti 2010 i Boston, Mqssachusetts, USA (UFC 118) - oavgjort mot Gray Maynard den 1 januari 2011 i Las Vegas, Nevada, USA (UFC 125) - besegrade Gray Maynard den 8 oktober 2011 i Houston, Texas, USA (UFC 136)                 |
| 5 | Benson Henderson                                                 | 26 februari 2012 (UFC 144)       | Saitama, Japan                   | - besegrade Frankie Edgar den 11 augusti 2012 i Denver, Colorado, USA (UFC 150) - besegrade Nate Diaz den 8 december 2012 i Seattle, Washington, USA (UFC on Fox 5) - besegrade Gilbert Melendez den 20 april 2013 i San Jose, Kalifornien, USA (UFC on Fox 7) |
| 6 | Anthony Pettis                                                   | 31 augusti 2013 (UFC 164)        | Milwaukee, Wisconsin, USA        | - besegrade Gilbert Melendez den 6 december 2014 i Las Vegas, Nevada, USA (UFC 181) |
| 7 | Rafael dos Anjos                                                 | 14 mars 2015 (UFC 185)           | Dallas, Texas, USA               | - besegrade Donald Cerrone den 19 december 2015 i Orlando, Florida, USA (UFC on Fox 17) |
| 8 | Eddie Alvarez                                                    | 7 juli 2016 (UFC Fight Night 90) | Las Vegas, Nevada, USA           | |
| 9 | Conor McGregor                                                   | 12 november 2016 (UFC 205)       | New York, USA                    | |
| | Tony Ferguson (besegrade Kevin Lee för interim-titeln)           | 7 oktober 2017 (UFC 216)         | Las Vegas, Nevada, USA           | |
| Både McGregor och Ferguson fråntogs sina titlar på grund av inaktivitet respektive skada.                                                                              |                                                                  |                                  |                                  | |
| 10 | Chabib Nurmagomedov (besegrade Al Iaquinta)                      | 7 april 2018 (UFC 223)           | New York, USA                    | - besegrade Conor McGregor den 6 oktober 2018 i Las Vegas, Nevada, USA |
| | Dustin Poirier (besegrade Max Holloway för interim-titeln)       | 13 april 2019 (UFC 236)          | Atlanta, Georgia, USA            | |
| |                                                                  |                                  |                                  | |
| 11 | Chabib Nurmagomedov (besegrade Dustin Poirier och enade bältena) | 7 september 2019 (UFC 242)       | Abu Dhabi, Förenade Arabemiraten | |
| 12 | ISLAM Makhachev                                                  |                                  |                                  | |

### Fjädervikt
61 till 66 kg (136 till 145 lbs)
Viktklassen infördes då UFC och WEC slogs ihop i slutet av 2010. WEC:s regerande mästare Jose Aldo utsågs då till UFC:s fjäderviktsmästare.
| Nr                                                                                  | Namn                                                       | Datum                      | Plats                     | Titelförsvar |
| ----------------------------------------------------------------------------------- | ---------------------------------------------------------- | -------------------------- | ------------------------- | --- |
| 1                                                                                   | José Aldo                                                  | 28 oktober 2010            |                           | - besegrade Mark Hominick den 30 april 2011 (UFC 129) - besegrade Kenny Florian den 8 oktober 2011 (UFC 136) - besegrade Chad Mendes den 14 januari 2012 (UFC 142) - besegrade Frankie Edgar den 2 februari 2013 (UFC 156) - besegrade Chan Sung Jung den 3 augusti 2013 (UFC 163) - besegrade Ricardo Lamas den 1 februari 2014 (UFC 169) - besegrade Chad Mendes den 25 oktober 2014 (UFC 179) |
|                                                                                     | Conor McGregor (besegrade Chad Mendes för interim-titeln)  | 11 juli 2015 (UFC 189)     | Las Vegas, Nevada, USA    | |
| 2                                                                                   | Conor McGregor                                             | 12 december 2015 (UFC 194) | Las Vegas, Nevada, USA    | |
|                                                                                     | José Aldo (besegrade Frankie Edgar för interim-titeln)     | 9 juli 2016 (UFC 200)      | Las Vegas, Nevada, USA    | |
| McGregor frånsade sig titeln i november 2016 efter att ha vunnit titeln i lättvikt. |                                                            |                            |                           | |
| 3                                                                                   | José Aldo (befordrad till obestridd mästare)               | 26 november 2016           |                           | |
|                                                                                     | Max Holloway (besegrade Anthony Pettis för interim-titeln) | 10 december 2016 (UFC 206) | Toronto, Kanada           | |
| 4                                                                                   | Max Holloway                                               | 3 juni 2017 (UFC 212)      | Rio de Janeiro, Brasilien | - besegrade José Aldo den 2 december 2017 (UFC 218) - besegrade Brian Ortega den 8 december 2018 (UFC 231) - besegrade Frankie Edgar den 27 juli 2019 (UFC 240) |

### Bantamvikt
57 till 61 kg (126 till 135 lbs)
Viktklassen infördes då UFC och WEC slogs ihop i slutet av 2010. En titelmatch mellan Dominick Cruz och Scott Jorgensen på WEC 53 fick avgöra vem som skulle bli UFC:s första mästare i bantamvikt.
| Nr | Namn                                                    | Datum            | Plats                                                | Titelförsvar |
| --- | ------------------------------------------------------- | ---------------- | ---------------------------------------------------- | --- |
| 1 | Dominick Cruz (besegrade Scott Jorgensen)               | 16 december 2010 | WEC 53, Glendale, AZ, USA                            | - besegrade Urijah Faber den 2 juli 2011 på UFC 132 - besegrade Demetrious Johnson den 1 oktober 2011 på UFC Live: Cruz vs. Johnson                   |
| – | Renan Barão (besegrade Urijah Faber för interimstiteln) | 21 juli 2012     | UFC 149, Calgary, Kanada                             | - besegrade Michael McDonald den 16 februari, 2013 på UFC on Fuel TV: Barao vs. McDonald - besegrade Eddie Wineland den 21 september, 2013 på UFC 165 |
| Cruz sade ifrån sig titeln den 6 januari 2014, efter att ett flertal skador förhindrat honom från att försvara sin titel |                                                         |                  |                                                      | |
| 2 | Renan Barão (befordrad till mästare)                    | 6 januari 2014   | –                                                    | - besegrade Urijah Faber den 1 februari 2014 på UFC 169                                                                                               |
| 3 | T.J. Dillashaw (besegrade Renan Barão)                  | 24 maj 2014      | UFC 173, Las Vegas, NV, USA                          | - besegrade Joe Soto den 30 augusti 2014 på UFC 177 - besegrade Renan Barão den 25 juli 2015 på UFC on Fox: Dillashaw vs. Barão 2                     |
| 4 | Dominick Cruz (besegrade T.J. Dillashaw)                | 17 januari 2016  | UFC Fight Night: Dillashaw vs. Cruz, Boston, MA, USA | - besegrade Urijah Faber den 4 juni 2016 på UFC 199                                                                                                   |
| 5 | Cody Garbrandt (besegrade Dominick Cruz)                | 4 november 2017  | UFC 207, Las Vegas, NV, USA                          | |
| 6 | T.J. Dillashaw (besegrade Cody Garbrandt)               | 4 november 2017  | UFC 217, New York, NY, USA                           | - besegrade Cody Garbrandt den 4 augusti 2018 på UFC 227                                                                                              |
| Dillashaw sade ifrån sig titeln den 20 mars 2019, efter att ha fastnat i en dopingkontroll.                              |                                                         |                  |                                                      | |
| 7 | Henry Cejudo (besegrade Marlon Moraes)                  | 8 juni 2019      | UFC 238, Chicago, IL, USA                            | - besegrade Dominick Cruz den 9 maj 2020 på UFC 249                                                                                                   |
| Cejudo drog sig tillbaka den 9 maj 2020, efter att ha försvarat titeln mot Cruz.                                         |                                                         |                  |                                                      | |
| 8 | Pjotr Jan (besegrade José Aldo)                         | 12 juli 2020     | Abu Dhabi, Förenade arabemiraten                     | |

### Flugvikt
53 till 57 kg (116 till 125 lbs)
| Nr                                                 | Namn                                             | Datum                       | Plats                            | Titelförsvar |
| -------------------------------------------------- | ------------------------------------------------ | --------------------------- | -------------------------------- | --- |
| 1                                                  | Demetrious Johnson (besegrade Joseph Benavidez)  | 22 september 2012 (UFC 152) | Toronto, Kanada                  | - besegrade John Dodson den 26 januari 2013 (UFC on FOX: Johnson vs. Dodson) - besegrade John Moraga den 27 juli 2013 (UFC on FOX: Johnson vs. Moraga) - besegrade Joseph Benavidez den 14 december 2013 (UFC on FOX: Johnson vs. Benavidez 2) - besegrade Ali Bagautinov den 12 juni 2014 (UFC 174) - besegrade Chris Cariaso den 27 september 2014 (UFC 178) - besegrade Kyoji Horiguchi den 25 april 2015 (UFC 186) - besegrade John Dodson den 5 september 2015 (UFC 191) - besegrade Henry Cejudo den 23 april 2016 (UFC 197) - besegrade Tim Elliott den 3 december 2016 (The Ultimate Fighter 24 Finale) - besegrade Wilson Reis den 15 april 2017 (UFC on FOX: Johnson vs. Reis) - besegrade Ray Borg den 7 oktober 2017 (UFC 216) |
| 2                                                  | Henry Cejudo (besegrade Demetrious Johnson)      | 4 augusti 2018 (UFC 227)    | Los Angeles, Kalifornien USA     | - besegrade T.J. Dillashaw den 19 januari 2019 (UFC Fight Night: Cejudo vs. Dillashaw) |
| Cejudo sade ifrån sig titeln den 19 december 2019. |                                                  |                             |                                  | |
| 2                                                  | Deiveson Figueiredo (besegrade Joseph Benavidez) | 19 januari 2019             | Abu Dhabi, Förenade arabemiraten | |

## Superfight-titeln
Superfight-titeln delades ut till vinnaren av en match mellan två tidigare deltagare i någon turnering. Viktklass saknades.
| Nr | Namn                                | Datum                | Plats                  | Titelförsvar |
| --- | ----------------------------------- | -------------------- | ---------------------- | --- |
| Den första matchen om Superfight-titeln gick på UFC 5 den 7 april 1995 mellan Ken Shamrock och Royce Gracie. Matchen slutade dock oavgjort. |                                     |                      |                        | |
| 1 | Ken Shamrock (besegrade Dan Severn) | 14 juli 1995 (UFC 6) | Casper, Wyoming, USA   | - matchen mot Oleg Taktarov på UFC 7 (den 8 september 1995) slutade oavgjort - besegrade Kimo Leopoldo den 16 februari 1996 i San Juan, Puerto Rico, USA (UFC 8) |
| 2 | Dan Severn                          | 17 maj 1996 (UFC 9)  | Detroit, Michigan, USA | |
| Superfight-titeln slogs ihop med Mark Colemans tungviktstitel den 7 februari 1997 på UFC 12 i en match där Coleman besegrade Dan Severn.    |                                     |                      |                        | |

## Turneringar
| Gala                    | Viktklass  | Vinnare                                                 | Tvåa                                                    | Datum             |
| ----------------------- | ---------- | ------------------------------------------------------- | ------------------------------------------------------- | ----------------- |
| UFC 1                   | Ingen      | Royce Gracie                                            | Gerard Gordeau                                          | 12 november 1993  |
| UFC 2                   | Ingen      | Royce Gracie                                            | Patrick Smith                                           | 11 mars 1994      |
| UFC 3                   | Ingen      | Steve Jennum                                            | Harold Howard                                           | 9 september 1994  |
| UFC 4                   | Ingen      | Royce Gracie                                            | Dan Severn                                              | 16 december 1994  |
| UFC 5                   | Ingen      | Dan Severn                                              | Dave Beneteau                                           | 16 februari 1995  |
| UFC 6                   | Ingen      | Oleg Taktarov                                           | David Abbott                                            | 14 juli 1995      |
| UFC 7                   | Ingen      | Marco Ruas                                              | Paul Varelans                                           | 8 september 1995  |
| The Ultimate Ultimate   | Ingen      | Dan Severn                                              | Oleg Taktarov                                           | 16 december 1995  |
| UFC 8                   | Ingen      | Don Frye                                                | Gary Goodridge                                          | 16 februari 1996  |
| UFC 10                  | Ingen      | Mark Coleman                                            | Don Frye                                                | 12 juli 1996      |
| UFC 11                  | Ingen      | Mark Coleman                                            | Scott Ferrozzo                                          | 20 september 1996 |
| The Ultimate Ultimate 2 | Ingen      | Don Frye                                                | David Abbott                                            | 7 december 1996   |
| UFC 12                  | Tungvikt   | Vitor Belfort                                           | Scott Ferrozzo                                          | 7 februari 1997   |
| UFC 12                  | Lättvikt   | Jerry Bohlander                                         | Nick Sanzo                                              | 7 februari 1997   |
| UFC 13                  | Tungvikt   | Randy Couture                                           | Steven Graham                                           | 30 maj 1997       |
| UFC 13                  | Lättvikt   | Guy Mezger                                              | Tito Ortiz                                              | 30 maj 1997       |
| UFC 14                  | Tungvikt   | Mark Kerr                                               | Dan Bobish                                              | 27 juli 1997      |
| UFC 14                  | Mellanvikt | Kevin Jackson                                           | Tony Fryklund                                           | 27 juli 1997      |
| UFC 15                  | Tungvikt   | Mark Kerr                                               | Dwayne Cason                                            | 17 oktober 1997   |
| Ultimate Japan          | Tungvikt   | Kazushi Sakuraba                                        | Marcus Silveira                                         | 21 december 1997  |
| UFC 16                  | Lättvikt   | Pat Miletich                                            | Chris Brennan                                           | 13 mars 1998      |
| UFC 17                  | Mellanvikt | Dan Henderson                                           | Carlos Newton                                           | 15 maj 1998       |
| Ultimate Japan 2        | Mellanvikt | Kenichi Yamamoto                                        | Shamoji Fujii                                           | 14 november 1999  |
| UFC 39 UFC 41           | Lättvikt   | Finalen mellan B.J. Penn och Caol Uno slutade oavgjort. | Finalen mellan B.J. Penn och Caol Uno slutade oavgjort. | 28 februari 2003  |

## The Ultimate Fighter
| Säsong                                                    | Viktklass          | Vinnare                      | Tvåa | Datum            |
| --------------------------------------------------------- | ------------------ | ---------------------------- | --- | ---------------- |
| The Ultimate Fighter 1                                    | Lätt tungvikt      | Forrest Griffin              | Stephan Bonnar                                                                                              | 9 april 2005     |
| The Ultimate Fighter 1                                    | Mellanvikt         | Diego Sanchez                | Kenny Florian                                                                                               | 9 april 2005     |
| The Ultimate Fighter 2                                    | Tungvikt           | Rashad Evans                 | Brad Imes                                                                                                   | 5 november 2005  |
| The Ultimate Fighter 2                                    | Weltervikt         | Joe Stevenson                | Luke Cummo                                                                                                  | 5 november 2005  |
| The Ultimate Fighter 3                                    | Mellanvikt         | Kendall Grove                | Ed Herman                                                                                                   | 24 juni 2006     |
| The Ultimate Fighter 3                                    | Lätt tungvikt      | Michael Bisping              | Josh Haynes                                                                                                 | 24 juni 2006     |
| The Ultimate Fighter 4                                    | Mellanvikt         | Travis Lutter                | Patrick Côté                                                                                                | 11 november 2006 |
| The Ultimate Fighter 4                                    | Weltervikt         | Matt Serra                   | Chris Lytle                                                                                                 | 11 november 2006 |
| The Ultimate Fighter 5                                    | Lättvikt           | Nathan Diaz                  | Manvel Gamburyan                                                                                            | 23 juni 2007     |
| The Ultimate Fighter 6 Team Hughes vs. Team Serra         | Weltervikt         | Mac Danzig                   | Tommy Speer                                                                                                 | 8 december 2007  |
| The Ultimate Fighter 7 Team Rampage vs. Team Forrest      | Mellanvikt         | Amir Sadollah                | C.B. Dollaway                                                                                               | 21 juni 2008     |
| The Ultimate Fighter 8 Team Nogueira vs. Team Mir         | Lätt tungvikt      | Ryan Bader                   | Vinicius Magalhães                                                                                          | 13 december 2008 |
| The Ultimate Fighter 8 Team Nogueira vs. Team Mir         | Lättvikt           | Efrain Escudero              | Phillipe Nover                                                                                              | 13 december 2008 |
| The Ultimate Fighter 9 United States vs. United Kingdom   | Lättvikt           | Ross Pearson                 | Andre Winner                                                                                                | 20 juni 2009     |
| The Ultimate Fighter 9 United States vs. United Kingdom   | Weltervikt         | James Wilks                  | DaMarques Johnson                                                                                           | 20 juni 2009     |
| The Ultimate Fighter 10 Heavyweights                      | Tungvikt           | Roy Nelson                   | Brendan Schaub                                                                                              | 5 december 2009  |
| The Ultimate Fighter 11 Team Liddel vs. Team Ortiz        | Mellanvikt         | Court McGee                  | Kris McCray                                                                                                 | 19 juni 2010     |
| The Ultimate Fighter 12 Team St. Pierre vs. Team Koscheck | Mellanvikt         | Jonathan Brookins            | Michael Johnson                                                                                             | 4 december 2010  |
| The Ultimate Fighter 13 Team Lesnar vs. Team Dos Santos   | Weltervikt         | Tony Ferguson                | Ramsey Nijem                                                                                                | 4 juni 2011      |
| The Ultimate Fighter 14 Team Bisping vs. Team Miller      | Bantamvikt         | John Dodson                  | T.J. Dillashaw                                                                                              | 3 december 2011  |
| The Ultimate Fighter 14 Team Bisping vs. Team Miller      | Fjädervikt         | Diego Brandão                | Dennis Bermudez                                                                                             | 3 december 2011  |
| The Ultimate Fighter 15 Team Cruz vs. Team Faber          | Lättvikt           | Michael Chiesa               | Al Iaquinta                                                                                                 | 1 juni 2012      |
| The Ultimate Fighter Brazil Team Belfort vs. Team Silva   | Fjädervikt         | Rony "Jason" Mariano Bezerra | Godofredo Pepey                                                                                             | 23 juni 2012     |
| The Ultimate Fighter Brazil Team Belfort vs. Team Silva   | Mellanvikt         | Cezar "Mutante" Ferreira     | Sergio "Serginho" Moraes Initialt var finalisten Daniel Sarafian men han tvingades lämna w.o. p.g.a skada   | 23 juni 2012     |
| The Ultimate Fighter 16 Team Carwin vs. Team Nelson       | Weltervikt         | Colton Smith                 | Mike Ricci                                                                                                  | 15 december 2012 |
| The Ultimate Fighter 17 Team Jones vs. Team Sonnen        | Mellanvikt         | Kelvin Gastelum              | Uriah Hall                                                                                                  | 13 april 2013    |
| The Ultimate Fighter 18 Team Rousey vs. Team Tate         | Bantamvikt         | Chris Holdsworth             | Davey Grant                                                                                                 | 30 november 2013 |
| The Ultimate Fighter 18 Team Rousey vs. Team Tate         | Bantamvikt (damer) | Julianna Peña                | Jessica Rakoczy                                                                                             | 30 november 2013 |
| The Ultimate Fighter 19 Team Edgar vs. Team Penn          | Mellanvikt         | Eddie Gordon                 | Dhiego Lima                                                                                                 | 6 juli 2014      |
| The Ultimate Fighter 19 Team Edgar vs. Team Penn          | Lätt tungvikt      | Corey Anderson               | Matt Van Buren                                                                                              | 6 juli 2014      |
| The Ultimate Fighter 20 Team Pettis vs. Team Melendez     | Stråvikt (damer)   | Carla Esparza                | Rose Namajunas                                                                                              | 12 december 2014 |
| The Ultimate Fighter 21 Team ATT vs. Team Blackzilians    | Weltervikt         | Kamaru Usman                 | Hayder Hassan                                                                                               | 12 juli 2015     |
| The Ultimate Fighter 22 Team McGregor vs. Team Faber      | Lättvikt           | Ryan Hall                    | Artiom Lobov                                                                                                | 11 december 2015 |
| The Ultimate Fighter 23 Team Joanna vs. Team Cláudia      | Lätt tungvikt      | Andrew Sanchez               | Khalil Rountree                                                                                             | 8 juli 2016      |
| The Ultimate Fighter 23 Team Joanna vs. Team Cláudia      | Stråvikt (damer)   | Tatiana Suarez               | Amanda Cooper                                                                                               | 8 juli 2016      |
| The Ultimate Fighter 24 Team Benavidez vs. Team Cejudo    | Flugvikt           | Tim Elliott                  | Hiromasa Ogikubo                                                                                            | 30 november 2016 |
| The Ultimate Fighter 25 Team Garbrandt vs. Team Dillashaw | Weltervikt         | Jesse Taylor                 | Dhiego Lima                                                                                                 | 7 juli 2017      |
| The Ultimate Fighter 26 Team Alvarez vs. Team Gaethje     | Flugvikt (damer)   | Nicco Montaño                | Roxanne Modafferi initialt var finalisten Sijara Eubanks, men hon ströks vid invägningen av medicinska skäl | 1 december 2017  |
| The Ultimate Fighter 27 Team Miocic vs. Team Cormier      | Fjädervikt         | Brad Katona                  | Jay Cucciniello                                                                                             | 6 juli 2018      |
| The Ultimate Fighter 27 Team Miocic vs. Team Cormier      | Lättvikt           | Mike Trizano                 | Joe Giannetti                                                                                               | 6 juli 2018      |
| The Ultimate Fighter 28 Team Whitaker vs. Team Gastelum   | Tungvikt           | Juan Espino                  | Justin Frazier                                                                                              | 30 november 2018 |
| The Ultimate Fighter 28 Team Whitaker vs. Team Gastelum   | Fjädervikt (damer) | Macy Chiasson                | Pannie Kianzad                                                                                              | 30 november 2018 |